# Panamerikanische Spiele 2011/Leichtathletik – Dreisprung der Frauen
Der Dreisprung der Frauen bei den Panamerikanischen Spielen 2011 fand am 28. Oktober im Telmex Athletics Stadium in Guadalajara statt.
15 Athletinnen aus elf Ländern nahmen an dem Wettbewerb teil. Die Goldmedaille gewann Caterine Ibargüen mit 14,92 m, was auch ein neuer Rekord der Panamerikanischen Spiele war. Silber ging an Yargelis Savigne mit 14,36 m und die Bronzemedaille sicherte sich Mabel Gay mit 14,28 m.

## Rekorde
Vor dem Wettbewerb galten folgende Rekorde:
| Weltrekord        | Inessa Krawez    | 15,50 m | Weltmeisterschaften in Götebrog, Schweden            | 10. August 1995 |
| Rekord der Spiele | Yargelis Savigne | 14,80 m | Panamerikanische Spiele in Rio de Janeiro, Brasilien | 27. Juli 2007   |

## Ergebnis
28. Oktober 2011, 16:50 Uhr
| Platz | Athletin               | Land                    | 1. Versuch | 2. Versuch | 3. Versuch | 4. Versuch                                    | 5. Versuch                                    | 6. Versuch                                    | Weite (m) |
| ----- | ---------------------- | ----------------------- | ---------- | ---------- | ---------- | --------------------------------------------- | --------------------------------------------- | --------------------------------------------- | --------- |
|       | Caterine Ibargüen      | Kolumbien               | 14,80      | 14,49      | 14,75      | x                                             | 14,73                                         | 14,92                                         | 14,92 PR  |
|       | Yargelis Savigne       | Kuba                    | 14,10      | x          | 14,36      | 13,19                                         | 13,90                                         | x                                             | 14,36     |
|       | Mabel Gay              | Kuba                    | 13,47      | 14,08      | 14,28      | x                                             | 14,23                                         | 14,24                                         | 14,28     |
| 4     | Keila Costa            | Brasilien               | 13,77      | 13,85      | 13,89      | 13,89                                         | 14,01                                         | 13,96                                         | 14,01     |
| 5     | Ayanna Alexander       | Trinidad und Tobago     | 13,48      | 13,54      | 13,40      | 13,53                                         | 13,02                                         | 13,43                                         | 13,54     |
| 6     | Crystal Manning        | Vereinigte Staaten      | 13,53      | x          | x          | 13,18                                         | 12,99                                         | x                                             | 13,53     |
| 7     | Yvette Lewis           | Vereinigte Staaten      | 12,84      | x          | 13,17      | 12,89                                         | 12,99                                         | –                                             | 13,17     |
| 8     | Aidé Yesenia Villareal | Mexiko                  | x          | x          | 12,92      | 13,06                                         | 12,77                                         | 12,66                                         | 13,06     |
| 9     | Estefany Cruz          | Guatemala               | 12,83      | x          | 12,86      | nicht im Finale der besten acht Springerinnen | nicht im Finale der besten acht Springerinnen | nicht im Finale der besten acht Springerinnen | 12,86     |
| 10    | Ana José Tima          | Dominikanische Republik | 12,69      | 12,69      | 12,80      | nicht im Finale der besten acht Springerinnen | nicht im Finale der besten acht Springerinnen | nicht im Finale der besten acht Springerinnen | 12,80     |
| 11    | Mayra Pachito          | Ecuador                 | 12,74      | 12,30      | x          | nicht im Finale der besten acht Springerinnen | nicht im Finale der besten acht Springerinnen | nicht im Finale der besten acht Springerinnen | 12,74     |
| 12    | Jaqueline Triana       | Mexiko                  | x          | 12,58      | x          | nicht im Finale der besten acht Springerinnen | nicht im Finale der besten acht Springerinnen | nicht im Finale der besten acht Springerinnen | 12,58     |
| 13    | Pascale Delaunay       | Haiti                   | x          | 12,30      | 12,41      | nicht im Finale der besten acht Springerinnen | nicht im Finale der besten acht Springerinnen | nicht im Finale der besten acht Springerinnen | 12,41     |
| 14    | Kay-De Vaughn          | Belize                  | x          | 11,49      | 11,64      | nicht im Finale der besten acht Springerinnen | nicht im Finale der besten acht Springerinnen | nicht im Finale der besten acht Springerinnen | 11,64     |
| 15    | Ana Camargo            | Guatemala               | x          | x          | 11,59      | nicht im Finale der besten acht Springerinnen | nicht im Finale der besten acht Springerinnen | nicht im Finale der besten acht Springerinnen | 11,59     |

Zeichenerklärung:
– = Versuch ausgelassen, x = Fehlversuch